# シャンソン姉さん
シャンソン姉さん（シャンソンねえさん、12月1日 - ）は、日本のお笑いタレント。福岡県出身。サンミュージックプロダクション所属。

## 来歴
- 福岡県出身（時々、博多弁で話す）
- 以前は蒻崎 今日子（にゃくざき きょうこ）名義で舞台俳優として活動していた。（東京オレンジ[2]、シアターカンパニーJACROW[3]に所属）

- 2024年9月2日、TBSテレビ「～有田チョコプラの人生が楽しくなる必殺ワード～ 爆笑！ナイスな引き出しGP」にて、「シャンソン姉さん」名義でのテレビ初出演を果たした[4]。さらに、同年11月2日の日本テレビ「千鳥かまいたちアワー」の「一撃芸人オーディション」の企画で一撃芸人に選出された[5]。
- 2025年6月14日のテレビ東京「出没!アド街ック天国」に、その日のテーマであった四谷三丁目に所在するサンミュージックの「イチオシ芸人」として出演した[6]。

## 人物・エピソード
- ニックネームは、シャン姉（しゃんねえ）
- 身長162cm、体重69kg、靴25cm、スリーサイズは、B98cm・W83cm・H112cm
- 兄は、構成作家の高橋かづゆき[7]。
- 福岡県立香椎高等学校卒業[1]。

## 芸風
- シャンソンを歌いながら途中で漫談を挟む。自称「シャンソン漫談家」。
- 主なレパートリーは、愛の讃歌、ろくでなし、サン・トワ・マミー、オー・シャンゼリゼ、枯葉、さくらんぼの実る頃（仏歌詞）[2]。

## 出演

### バラエティ
- かながわSHOWTIME（テレビ神奈川、2021年5月7日)
- ～有田チョコプラの人生が楽しくなる必殺ワード～ 爆笑！ナイスな引き出しGP（TBSテレビ、2024年9月2日[4]）
- 千鳥かまいたちアワー （日本テレビ、2024年11月2日[5]、2025年1月12日[8]）
- 出没!アド街ック天国「四谷三丁目」（テレビ東京、2025年6月14日）[6]

### ラジオ
- シャンソン姉さんのハナタにハリガトネ〜（静岡エフエム放送）[9]
- 井上侑と劇団ペテカンの月曜日からOKONBANWA!!（静岡エフエム放送） - ミニコーナー「ハナタにハワワン」[2]
- 鈴木愛実の、やるやん!（静岡エフエム放送）- 準レギュラー、ジングル担当[2]

### テレビドラマ
- 撃てない警官（WOWOW、2016年）
- 家族ノカタチ（TBS、2016年）
- 家売るオンナ（日本テレビ、2016年）[2]
- やすらぎの刻〜道（テレビ朝日、2019年） - 常吉の後妻 役

### 映画
- キッズ・リターン 再会の時（2013年）
- また、必ず会おう」と誰もが言った。（2013年）[2]
- のぞきめ（2016年）[2]
- Red（2020年）[2]

### ＣＭ
- PLAZA 「福岡にはPLAZAがある」、「醤油と豚骨」篇、「首都高と都市高」篇 、「ラーメン屋」、「東京の人」(2016年)